# قلعه ساگا
قلعه ساگا (به ژاپنی: 佐賀城, Saga-jō) یک قلعه ژاپنی مسطح است که در مرکز ساگا در استان ساگا در ژاپن قرار دارد. این قلعه به خاندان نابه‌شیما، دایمیوی قلمروی هیزن تعلق داشته‌است.